# Santa Casa de Misericórdia de Cachoeiro de Itapemirim
A Santa Casa de Misericórdia de Cachoeiro de Itapemirim é uma entidade privada, sociedade civil, de caráter filantrópico. Dos serviços prestados, mais de 80% são para pacientes do Sistema Único de Saúde – SUS.